# Мира Траиловић
Мира Траиловић (Краљево, 22. јануар 1924 — Београд, 7. август 1989) била је српска и југословенска позоришна редитељка и менаџерка у култури. Заједно са Радошем Новаковићем је један од оснивача, а потом и дугогодишњи управник Атељеа 212, познатог позоришта у Београду.

## Биографија
Рођена је у грађанској породици као ћерка Андреја Милићевића и Радмиле, рођене Симић. Отац јој је био преводилац са француског језика, превео је 36 дела, а мајка је била професорка такође француског језика. Бака Катарина је била дворска дама краљице Наталије Обреновић, а предак по мајци јој је био Алекса Симић.
Радила је од 1944. као спикерка у Радио Београду, где је касније постала редитељка и уредница драмског програма. Иако предложена, није примљена у Савез комунистичке омладине Југославије (СКОЈ). Ту је упознала Драгољуба Гуцу Траиловића, тадашњег спикера, каснијег дописника „Политике“ из Париза. Удала се за њега 16. марта 1949. године и узела његово презиме. Ипак, њен отац није био на венчању, јер се није могао помирити да му је зет комуниста. Касније је говорила:
Нисам ушла у СКОЈ, али он је ушао у мој живот и веома сам срећна због тога.
Дипломирала је режију на Факултету драмских уметности у Београду. Режирала је концертно извођење Гетеовог "Фауста" на отварању Атељеа 212, 12. новембра 1956. године. У првом реду на премијери, била је Јованка Броз.
Касније је на истом том факултету била професор. Заједно са Јованом Ћириловим је 1967. основала Београдски интернационални театарски фестивал - БИТЕФ). Својим бескрајним шармом и продорношћу, талентом за убеђивање, на БИТЕФ је доводила најавангарднија и најпознатија позоришта и представе. Довела је у Београд: Семјуела Бекета, Јежија Гротовског, Питера Брука, Ливинг театар, Еуђенија Барбу, Боба Вилсона, Ричарда Шекнера, Петера Штајна, Пину Бауш, Ла Маму, као и многе друге. За живота је одликована највишим одликовањима Француске, јер је део свог живота провела у Паризу у Театру нација.
Дружила се са Милошем Црњанским по његовом повратку из емиграције:
Наши сусрети у Београду су створили могућност великих интима. Али, то није за јавност. Знате, он је био један старији господин, а ја једна млада жена.
Из милоште су је звали „Булдожер у бунди“. Бавила се и позоришном режијом, њени комади су увек били авангарда у позоришном животу Београда. Мири у спомен треба рећи да се грозила речи „Авангарда“, одбијала је да њен рад има икакве везе са авангардом и увек је постављала питање: „А шта је то авангарда?“.
Између осталог, режирала је: „Фауст" и „Коса"
Године 1972. изведена је, у Атељеу 212, једна од култних представа, рок опера „Исус Христос Супер Стар“ коју је режирала Мира Траиловић,  музичка адаптација Саша Радојчић, препев Јован Ћирилов, где су запажене улоге имали: Златко Пејаковић , Златко Голубовић, Азра Халиловић, Бора Ђорђевић и Бранко Милићевић .
Додељено јој признање Удружења америчких позоришних уметника, амбасаде Немачке за допринос на пољу културе, награду коју јој је уручио председник Италије Ђузепе Сарагат. Орден командира уручио јој је француски министар културе Жак Ланг.
Преминула је 7. августа 1989. године на Војномедицинској академији. Сахрањена на Новом гробљу у Београду.
У близини Бајлонијеве пијаце у Београду постоји Трг (сквер) Мире Траиловић као и позориште под именом Битеф Театар. Велика сцена позоришта Атеље 212 званично је проглашена за Сцену „Мира Траиловић“.
Поводом сто година од рођења, у Краљевачком позоришту су од 29. јануара до 2. фебруара одржани „Дани Мире Траиловић“.